# Marolles (Calvados)
Marolles ist eine französische Gemeinde mit 737 Einwohnern (Stand 1. Januar 2022) im Département Calvados in der Region Normandie (vor 2016 Basse-Normandie). Sie gehört zum Arrondissement Lisieux und zum Kanton Lisieux. 

## Geografie
Marolles liegt etwa 62 Kilometer östlich von Caen. Umgeben wird Marolles von den Nachbargemeinden Ouilly-du-Houley im Nordwesten und Norden, Fumichon im Norden, Piencourt im Nordosten, L’Hôtellerie im Osten, Thiberville im Osten und Südosten, La Chapelle-Hareng im Südosten, Cordebugle im Süden, Courtonne-la-Meurdrac im Südwesten und Westen sowie Firfol im Westen.

## Bevölkerungsentwicklung
| Jahr                       | 1962 | 1968 | 1975 | 1982 | 1990 | 1999 | 2006 | 2019 |
| Einwohner                  | 462  | 412  | 394  | 493  | 565  | 625  | 643  | 745  |
| Quellen: Cassini und INSEE |      |      |      |      |      |      |      |      |

## Sehenswürdigkeiten

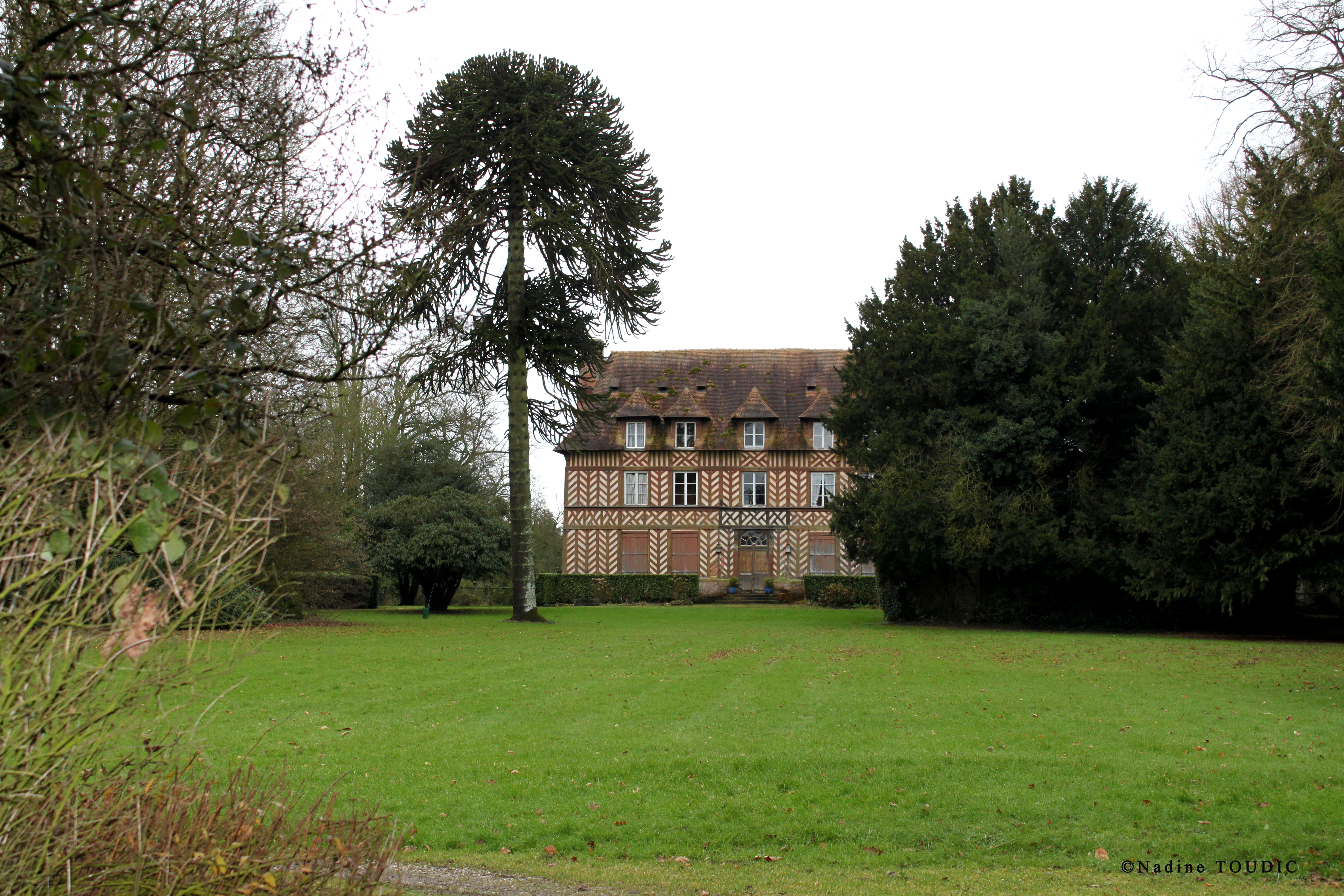
Herrenhaus von Le Mont-Hérault

- Kirche Saint-Martin
- Herrenhaus von Le Mont-Hérault